# نقاط الكروما
الكروما هي كلمة يونانية وتعني اللون , نقاط الكروما أو الصفاء أو مايعرف باللغة الإنجليزي بـ Chroma dots , عبارة عن النتاجات البصرية عن عرض إشارة الفيديو الملونة التناظرية على شاشة الأبيض والأسود. وجدت في الأصل في أجهزة التسجيل ذو تقنية الأبيض والأسود التي تسجل البرامج التلفزيونية التي في الأصل تُعرض بالألوان. أعتبرت نقاط الكروما كشيء غير مرغوب فيه بدايةً كنوع من التشويش على الصورة الأصلية.
ولكن سمحت التطورات الحديثة في تكنولوجيا الكمبيوتر لاستخدامها لإعادة بناء إشارة اللون الأصلي من تسجيلات الأسود والأبيض، وتوفير وسيلة لتلوين المواد عندما يتم فقدان نسخة اللون الأصلي.

## خلفية
تتألف إشارات لون الفيديو التناظرية من عنصرين هما التلون والإنارة. يصف عنصر الإنارة السطوع في كل جزء من الصورة في حين يصف مكون التلون درجة اللون. عندما يعرض على شاشة سوداء وبيضاء، إشارة النصوع تنتج صورة بالأبيض والأسود العادي، في حين أن إشارة التلون تظهر نمط جيد من النقاط المتفاوتة في الحجم والكثافة متراكبة فوق الصورة بالأبيض والأسود. وثمة ظاهرة ذات الصلة هو نقطة التتبع أو ما يعرف بـ Dot crawl، والتي يمكن أن تنتج الآثار البصرية في الصور الملونة.

## تاريخياً
في الأيام الأولى من التلفزيون الملون، كان ممارسة شائعة لهيئات البث التلفزيوني لإنتاج نسخ بالأسود والأبيض من البرامج الملونة لبيعها ونقلها في الأراضي التي تفتقر إلى مرافق البث الملون أو التي توظف أنظمة تلفزيون ملونة مختلفة. كان من الممارسة العادية إدراج دائرة فلتر بين إشارة الفيديو الملونة الخارجة وبين شاشة الأبيض والأسودمن أجل إزالة إشارة اللون ومنع تشكيل نقاط الكروما. في كثير من الحالات.

## استخدامه
في عام 1994، جيمس انسل ، وهو مهندس في شبكة البي بي سي  لاحظ أنه عندما لعب مرة أخرى على نسخة من بالأبيض والأسود بواسطة الفيديو، قد ولدت لون زائف من خلال نقاط الكروما في الصورة. وقد اقتنع أنه قد يكون من الممكن استخدام نقاط الكروما لإعادة بناء إشارة اللون الأصلي، وفي عام 2007 تم تشكيل مجموعة عمل لإجراء المزيد من البحوث. وفي عام 2008، أعلن الفريق العامل تمكنه بنجاح استعادة حلقة من مسلسل الجيش الوالد «الغرفة في القاع» the Dad's Army episode "Room at the Bottom" باستخدام معلومات من نمط نقاط الكروما. ومنذ ذلك الحين تم استخدام هذه العملية لاستعادة البرامج الأخرى بما في ذلك الحلقة التجريبية Are You Being Served? وعدة حلقات مختلفة من مسلسل Doctor Who . هذه التقنية قد مكنت من استعادة العديد من البرامج الأخرى التي لا نسخة ملونة معروفة لها، ولكن نتائج هذه العملية تعتمد على نمط نقاط الكروما ونوعية تسجيله بالأسود والأبيض.